# 6-Phosphogluconate déshydrogénase
La 6-phosphogluconate déshydrogénase est une oxydoréductase de la voie des pentoses phosphates qui catalyse la réaction :
|                    | + NADP+ {\displaystyle \rightleftharpoons } NADPH + CO2 + |                      |
| 6-phosphogluconate |                                                           | Ribulose-5-phosphate |